# Lady Norah Beatrice Henriette Bradley-Birt
Lady Norah Beatrice Henriette Bradley-Birt VA (nascida Spencer-Churchill; 1 de setembro de 1875 - 28 de abril de 1946) foi uma aristocrata e educadora inglesa. Ela, juntamente com o seu marido Francis Bradley Bradley-Birt, são conhecidos pelos seus escritos e trabalho social para a Índia.

## Irmãos
- Lady Frances Spencer-Churchill (1870–1954)
- Charles Spencer-Churchill, 9º duque de Marlborough (1871–1934)
- Lady Lilian Spencer-Churchill (1873–1951)